# Piano điện

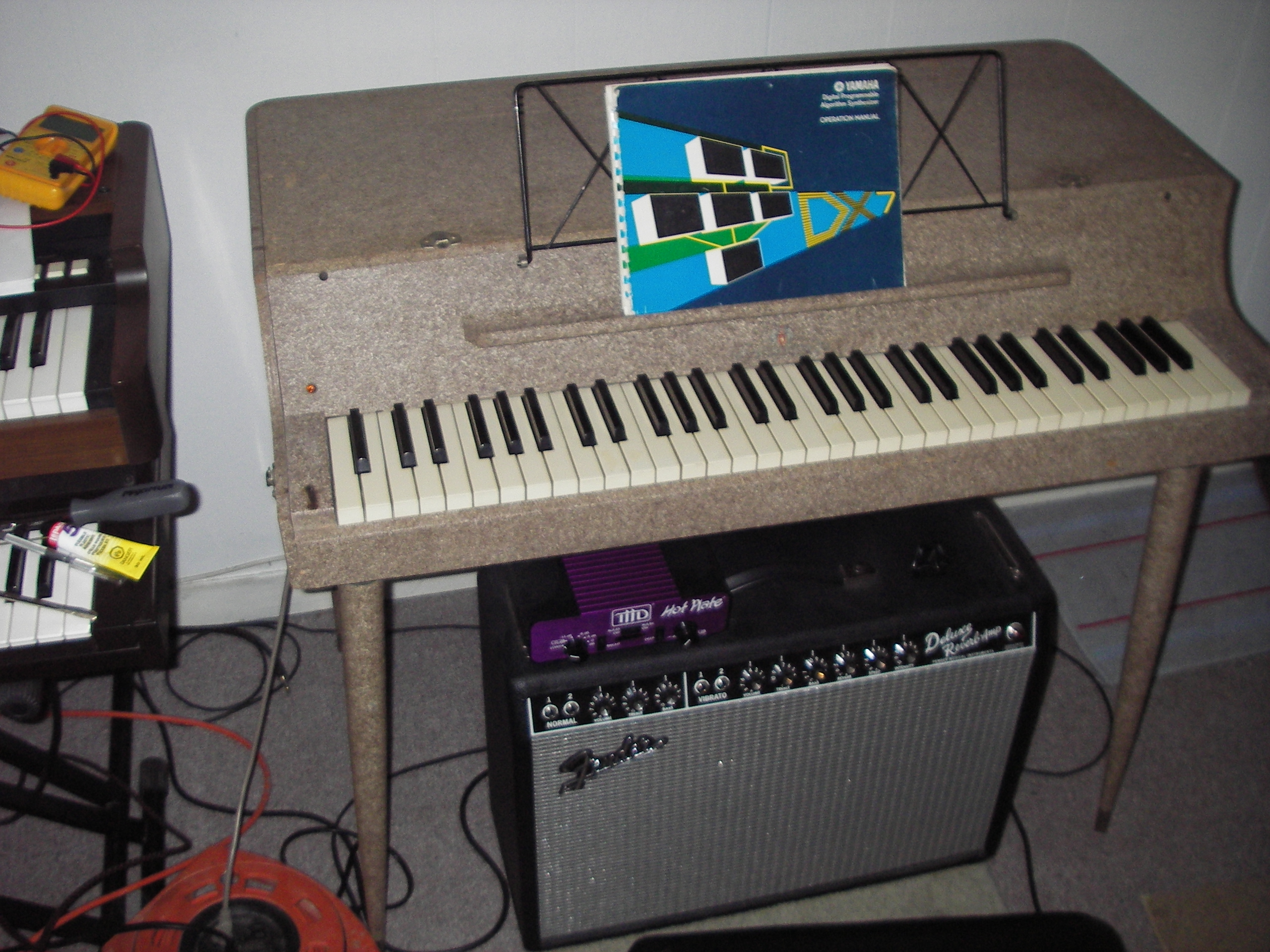
Một cây đàn piano điện Wurlitzer model 112 được cắm vào bộ khuếch đại guitar.

Piano điện là một nhạc cụ điện tạo ra âm thanh khi người biểu diễn nhấn các phím của bàn phím âm nhạc kiểu piano. Việc nhấn phím khiến búa cơ học đập vào dây kim loại, sậy kim loại hoặc dây kim loại, dẫn đến rung động được chuyển đổi thành tín hiệu điện bởi bộ thu từ tính, sau đó được kết nối với bộ khuếch đại nhạc cụ và loa để tạo ra âm thanh đủ lớn cho người biểu diễn và khán giả nghe ngóng. Không giống như đàn tổng hợp, đàn piano điện không phải là một nhạc cụ điện tử. Thay vào đó, nó là một công cụ cơ-điện. Một số cây đàn piano điện đầu tiên sử dụng độ dài của dây để tạo ra âm sắc, giống như một cây đàn piano truyền thống. Những cây đàn piano điện nhỏ hơn sử dụng các thanh thép mảnh để tạo ra âm sắc. Những cây đàn piano điện sớm nhất được phát minh vào cuối những năm 1920; Chiếc đại dương cầm điện Neo- Bechstein năm 1929 là một trong những chiếc đầu tiên. Có lẽ mô hình không dây sớm nhất là Vivi-Tone Clavier của Lloyd Loar. Một số nhà sản xuất đàn piano điện đáng chú ý khác bao gồm Baldwin Piano và Organ Company và Wurlitzer Company.
Các bản thu âm piano điện ban đầu bao gồm Duke Ellington 's năm 1955 và Sun Ra 's India cũng như các bản nhạc khác từ các buổi hát năm 1956 có trong album thứ hai Super Sonic Jazz (hay còn gọi là Siêu âm thanh). Sự phổ biến của đàn piano điện bắt đầu phát triển vào cuối những năm 1950 sau khi Ray Charles đạt được kỷ lục " What'd I Say " năm 1959 của Ray Charles, đạt đến đỉnh cao trong suốt những năm 1970, sau đó chúng dần bị thay thế bởi những cây đàn piano điện tử nhẹ hơn có khả năng chơi piano. âm thanh giống như âm thanh mà không có nhược điểm của trọng lượng nặng của đàn piano điện và các bộ phận cơ học chuyển động. Một yếu tố khác thúc đẩy sự phát triển và chấp nhận của họ là quá trình điện khí hóa tiến bộ của âm nhạc phổ biến và nhu cầu về một nhạc cụ bàn phím di động có khả năng khuếch đại âm lượng lớn. Các nhạc sĩ đã sử dụng một số loại đàn piano điện trong nước để sử dụng cho nhạc rock và pop. Điều này khuyến khích các nhà sản xuất của họ sửa đổi chúng để sử dụng theo giai đoạn và sau đó phát triển các mô hình chủ yếu dành cho mục đích sử dụng để biểu diễn trên sân khấu.
Piano kỹ thuật số cung cấp âm thanh piano điện mô phỏng đã thay thế phần lớn các nhạc cụ cơ điện thực tế trong những năm 2010, do kích thước nhỏ, trọng lượng thấp và tính linh hoạt của các nhạc cụ kỹ thuật số, có thể tạo ra nhiều âm sắc ngoài âm piano (ví dụ: mô phỏng âm thanh đàn organ Hammond, âm thanh bộ tổng hợp, v.v.). Tuy nhiên, một số nghệ sĩ vẫn biểu diễn và thu âm với những cây đàn piano điện cổ điển. Năm 2009, Rhodes sản xuất một dòng đàn piano cơ điện mới, được gọi là Rhodes Mark 7, tiếp theo là một sản phẩm từ Vintage Vibe.